# Metabiantes jeanneli
Metabiantes jeanneli – gatunek kosarza z podrzędu Laniatores i rodziny Biantidae.

## Występowanie
Gatunek został wykazany z Kenii.